# Heds Arena
Heds Arena är en fotbollsarena i Vetlanda, Småland.
Arenan består av två läktare och en konstgräsplan. Konstgräset är lagt över en gammal bandyplan och anläggningen som tidigare användes för att kyla isen används idag för att ge värme till fotbollsplanen.
Från och med höstsäsongen 2011 kommer Heds Arena att bli hemmaplan för Hvetlanda GIF:s herr- och damseniorlag. Även andra lag i kommunen kommer att förlägga vissa av sina hemmamatcher till den nya arenan.  